# Scottish Third Division 1998/99
Die Scottish Football League Third Division wurde 1998/99 zum insgesamt fünften Mal unter diesem Namen ausgetragen. Es war zudem die fünfte Austragung der Third Division als nur noch vierthöchste schottische Liga. In der vierthöchsten Fußball-Spielklasse der Herren in Schottland traten in der Saison 1998/99 10 Klubs in insgesamt 36 Spieltagen gegeneinander an. Jedes Team spielte jeweils viermal gegen jedes andere Team. Bei Punktgleichheit zählte die Tordifferenz.
Die Meisterschaft gewann Ross County, das sich gleichzeitig zusammen mit dem Tabellenzweiten FC Stenhousemuir, die Teilnahme an der Second Division-Saison 1999/2000 sicherte. Torschützenkönig mit 17 Treffern wurden Steven Ferguson und Neil Tarrant von Ross County, sowie Patrick Flannery vom FC Dumbarton.

## Vereine
| Verein                | Stadt              | Stadion         |
| --------------------- | ------------------ | --------------- |
| Albion Rovers         | Coatbridge         | Cliftonhill     |
| Berwick Rangers       | Berwick-upon-Tweed | Shielfield Park |
| Brechin City          | Brechin            | Glebe Park      |
| FC Cowdenbeath        | Cowdenbeath        | Central Park    |
| FC Dumbarton          | Dumbarton          | Boghead Park    |
| FC East Stirlingshire | Falkirk            | Firs Park       |
| FC Montrose           | Montrose           | Links Park      |
| FC Queen’s Park       | Glasgow            | Hampden Park    |
| Ross County           | Dingwall           | Victoria Park   |
| FC Stenhousemuir      | Stenhousemuir      | Ochilview Park  |

## Statistiken

### Abschlusstabelle
| Pl. | Verein                | Sp. | S  | U  | N  | Tore    | Diff. | Punkte |
| --- | --------------------- | --- | -- | -- | -- | ------- | ----- | ------ |
| 1.  | Ross County           | 36  | 24 | 5  | 7  | 087:420 | +45   | 77     |
| 2.  | FC Stenhousemuir (A)  | 36  | 19 | 7  | 10 | 062:420 | +20   | 64     |
| 3.  | Brechin City (A)      | 36  | 17 | 8  | 11 | 047:430 | +4    | 59     |
| 4.  | FC Dumbarton          | 36  | 16 | 9  | 11 | 053:400 | +13   | 57     |
| 5.  | Berwick Rangers       | 36  | 12 | 14 | 10 | 053:490 | +4    | 50     |
| 6.  | FC Queen’s Park       | 36  | 11 | 11 | 14 | 041:460 | −5    | 44     |
| 7.  | Albion Rovers         | 36  | 12 | 8  | 16 | 043:630 | −20   | 44     |
| 8.  | FC East Stirlingshire | 36  | 9  | 13 | 14 | 050:480 | +2    | 40     |
| 9.  | FC Cowdenbeath        | 36  | 8  | 7  | 21 | 034:650 | −31   | 31     |
| 10. | FC Montrose           | 36  | 8  | 6  | 22 | 042:740 | −32   | 30     |

Platzierungskriterien: 1. Punkte – 2. Tordifferenz – 3. geschossene Tore – 4. Direkter Vergleich (Punkte, Tordifferenz, geschossene Tore)
| Saison 1998/99 |

| Zum Saisonende 1997/98 |                                   |
| (A)                    | Absteiger aus der Second Division |